# Willem Boy

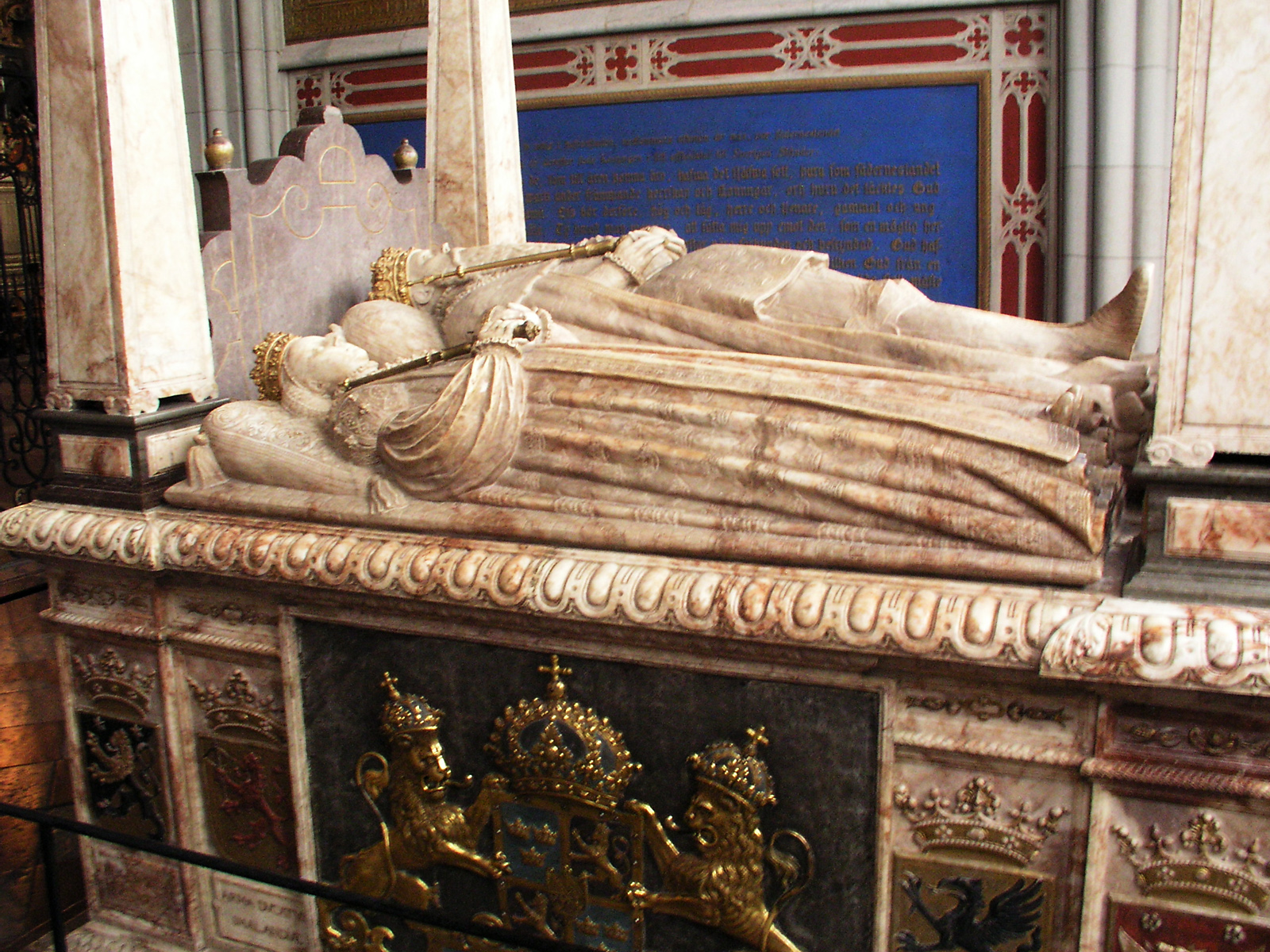
Gravmonument över Gustav Vasa och två av hans fruar i Uppsala domkyrka.

Willem Boy (franska Guillaume Boyen), född omkring 1520 i nuvarande Belgien, död 1592 i Stockholm, var en i Sverige verksam arkitekt, bildhuggare och målare. 
Willem Boy trädde 1558 i Gustav Vasas tjänst, och hans tidigaste arbeten var ekreliefen av Gustav Vasa på Gripsholms slott, samt gravmonument för den samma i Uppsala domkyrka, påbörjat 1562. Trots att han i första hand var skulptör, var han  1576–92 verksam som byggmästare vid Stockholms och Svartsjö slott. Hur stora hans insatser var vid de byggnadsprojekt där han deltog är oklart, som han inte var utbildad byggmästare främst som designer och dekoratör medan det praktiska utförandet överläts på andra. Bland hans projekt märks även ett lusthus på nuvarande Skeppsholmen. Boy medverkade även vid utförandet, och komponerade troligen Erik XIV:s regalier.
Av hans verk finns inte mycket kvar, så gott som allt har ändrats efter nya tiders smakriktningar. Bland det han byggt eller byggt om kan nämnas Stockholms gamla slott, föregångaren till Drottningholms slott, Svartsjö slott samt Jakobs och Klara kyrkor. Willem Boys främsta verk torde nog vara gravmonumentet över Gustav Vasa och dennes två första drottningar Katarina av Sachsen-Lauenburg och Margareta Eriksdotter (Leijonhufvud) i Uppsala domkyrka. Nämnas bör även gravvården i högkoret i Strängnäs domkyrka (utförd 1580) över prinsessan Isabella (1564–66), dotter till Johan III och Katarina Jagellonica utförd 1584–86, liksom den praktfulla gravvården över riddaren och militären Erik Soop, död 1632, i Skara domkyrka. Boy finns representerad vid bland annat Gripsholm.

## Verk i urval

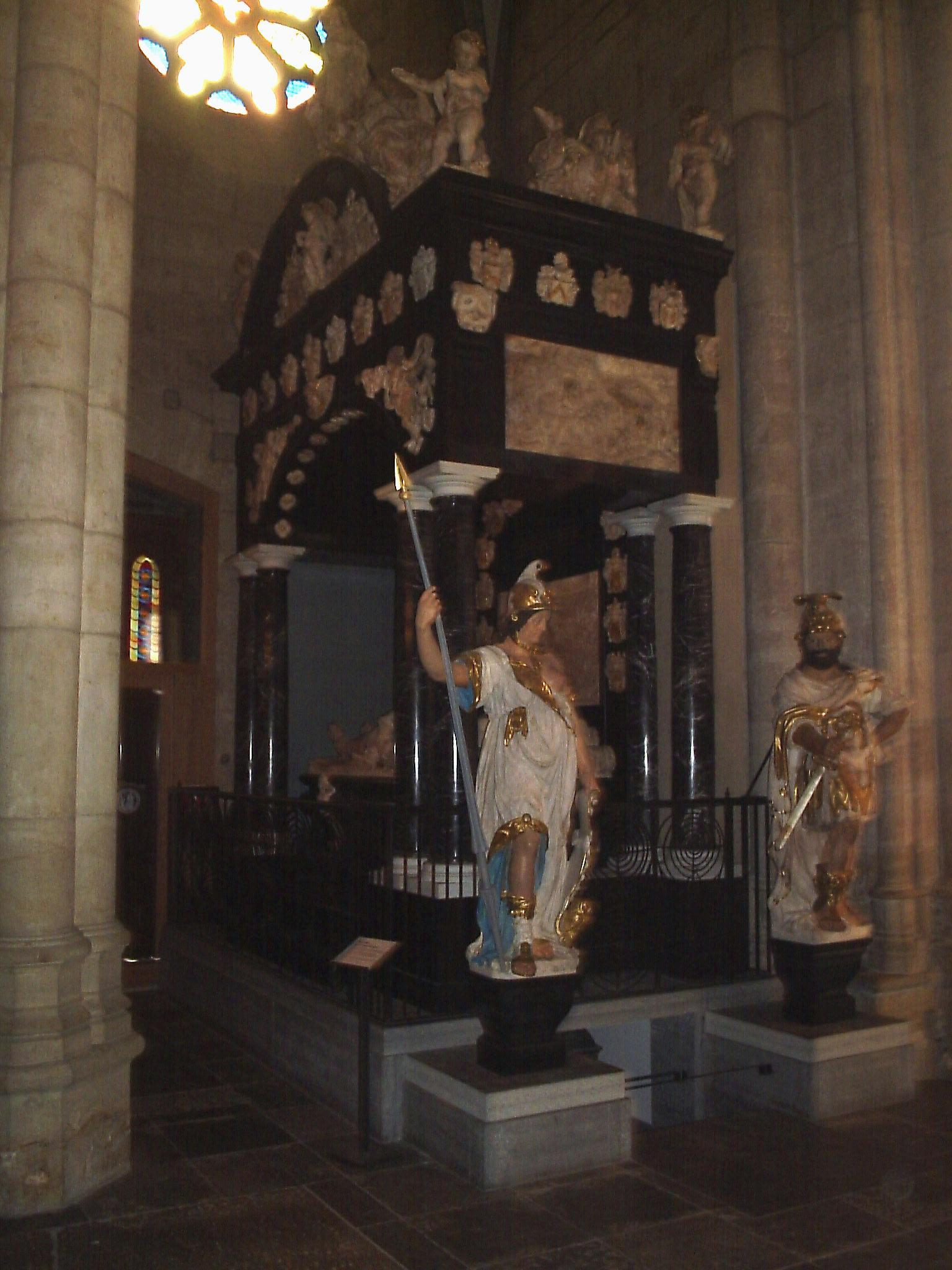
Soopska gravmonumentet i Skara domkyrka
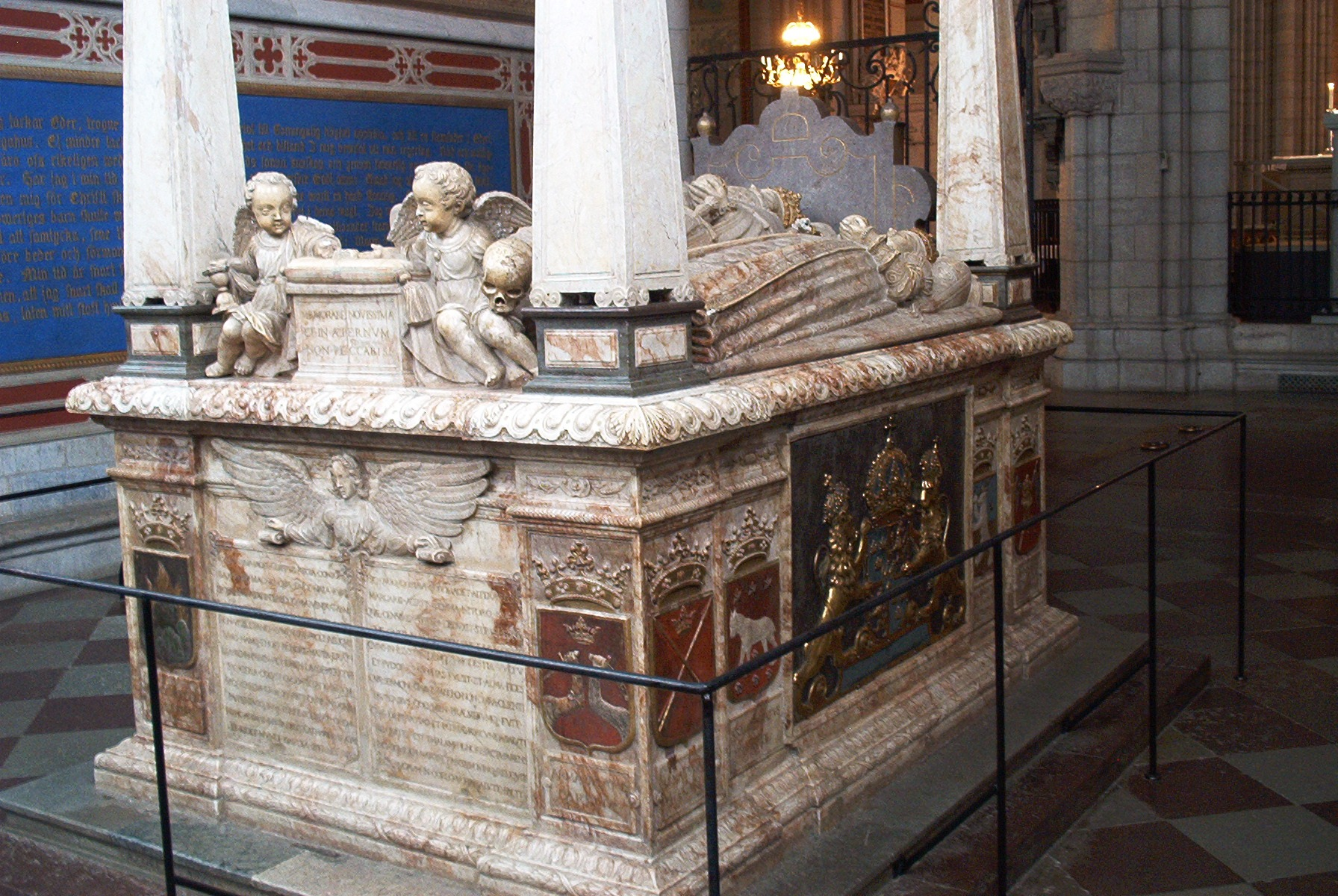
Fotändan av Gustav Vasas gravvård i Uppsala domkyrka
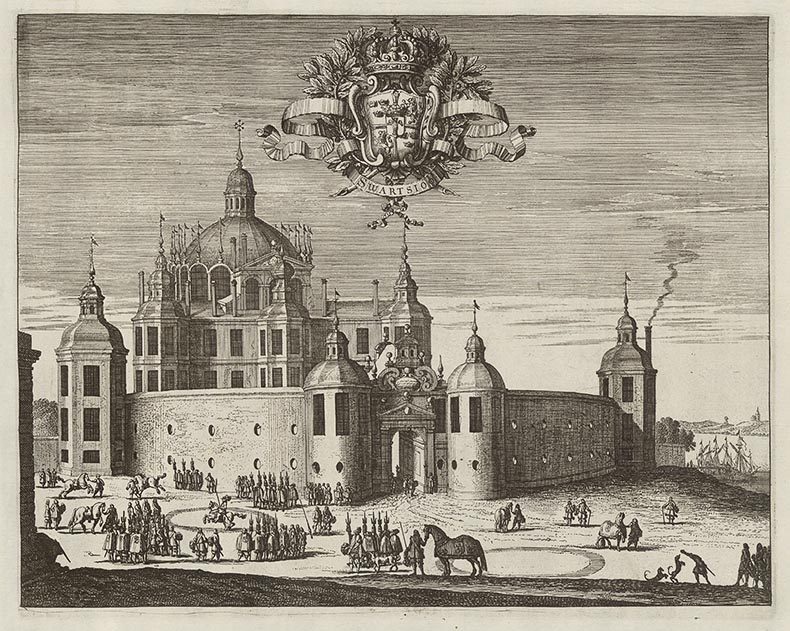
Svartsjö slott kopparstick ur Suecia antiqua et hodierna
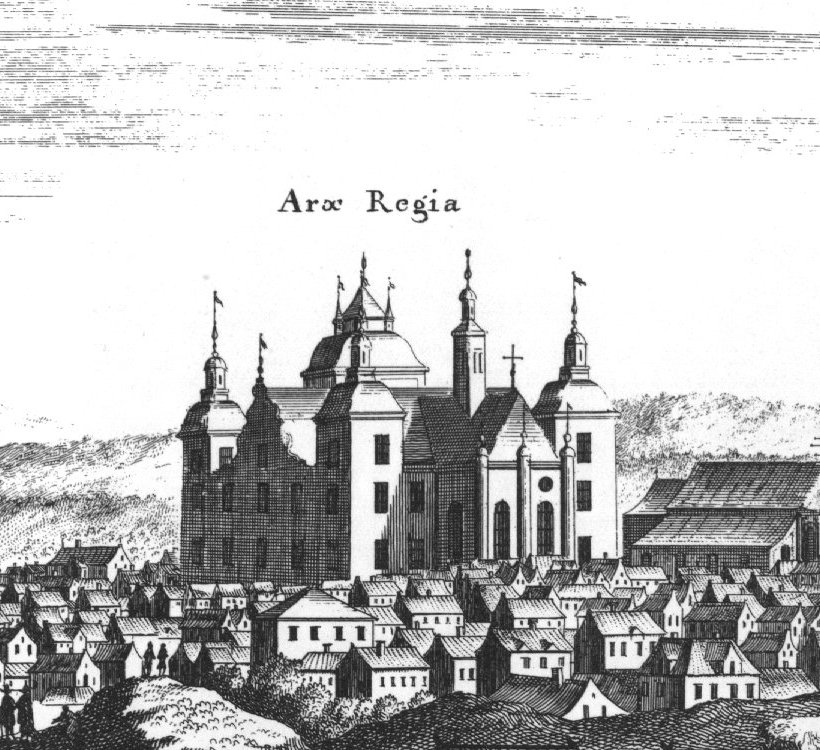
Gävle slott, detalj från Suecia antiqua et hodierna
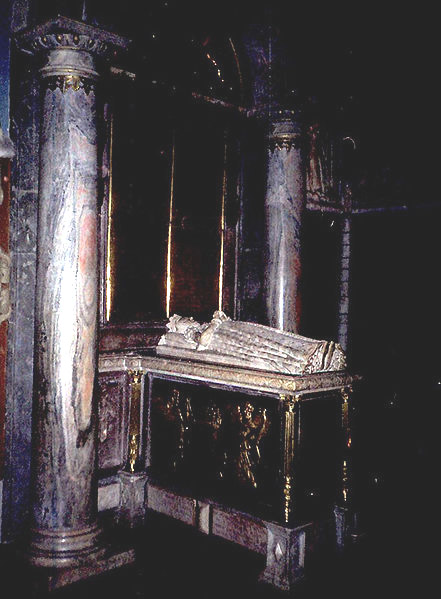
Katarina Jagellonicas gravvård från Uppsala domkyrka
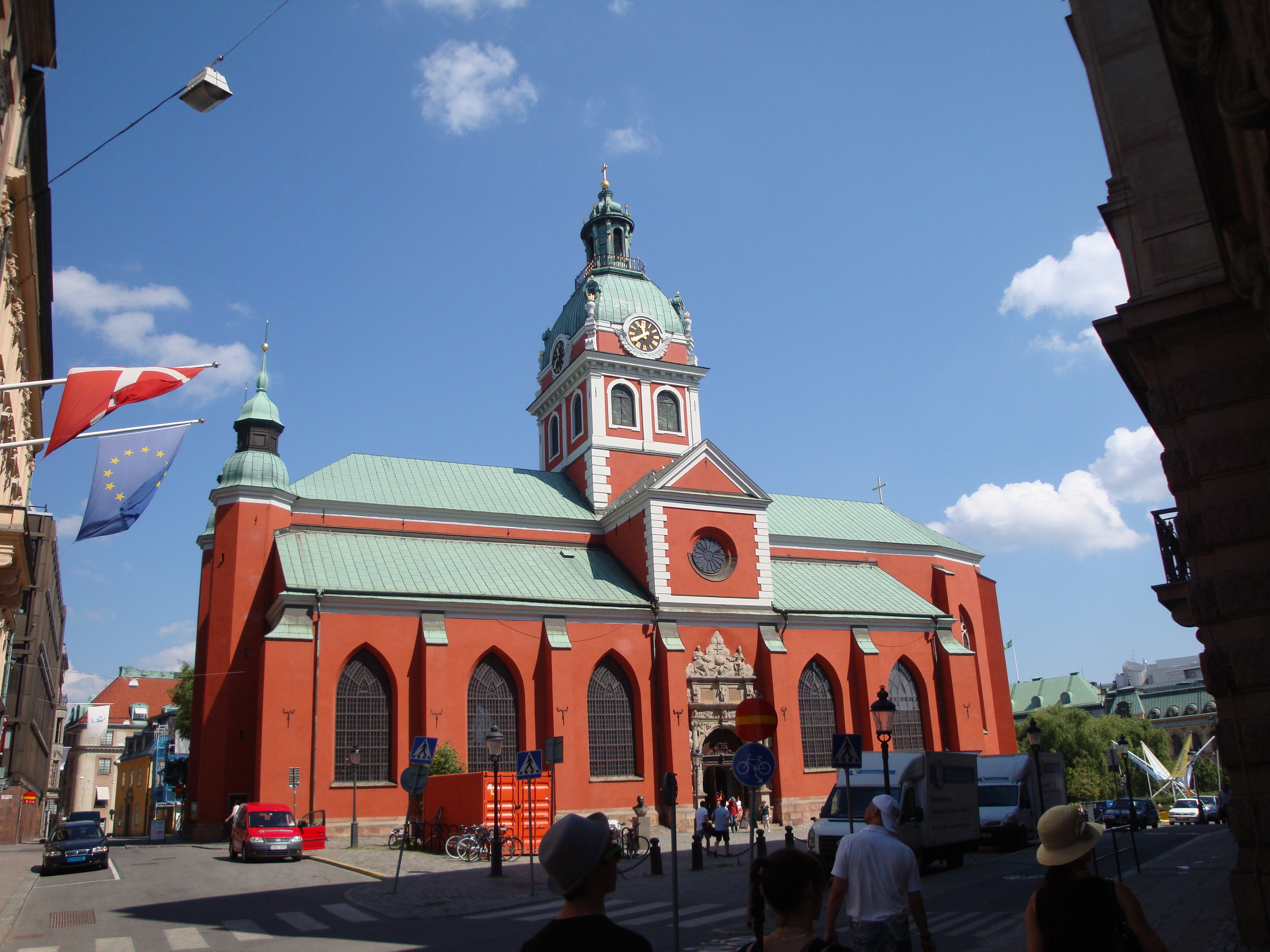
Jakobs kyrka i Stockholm
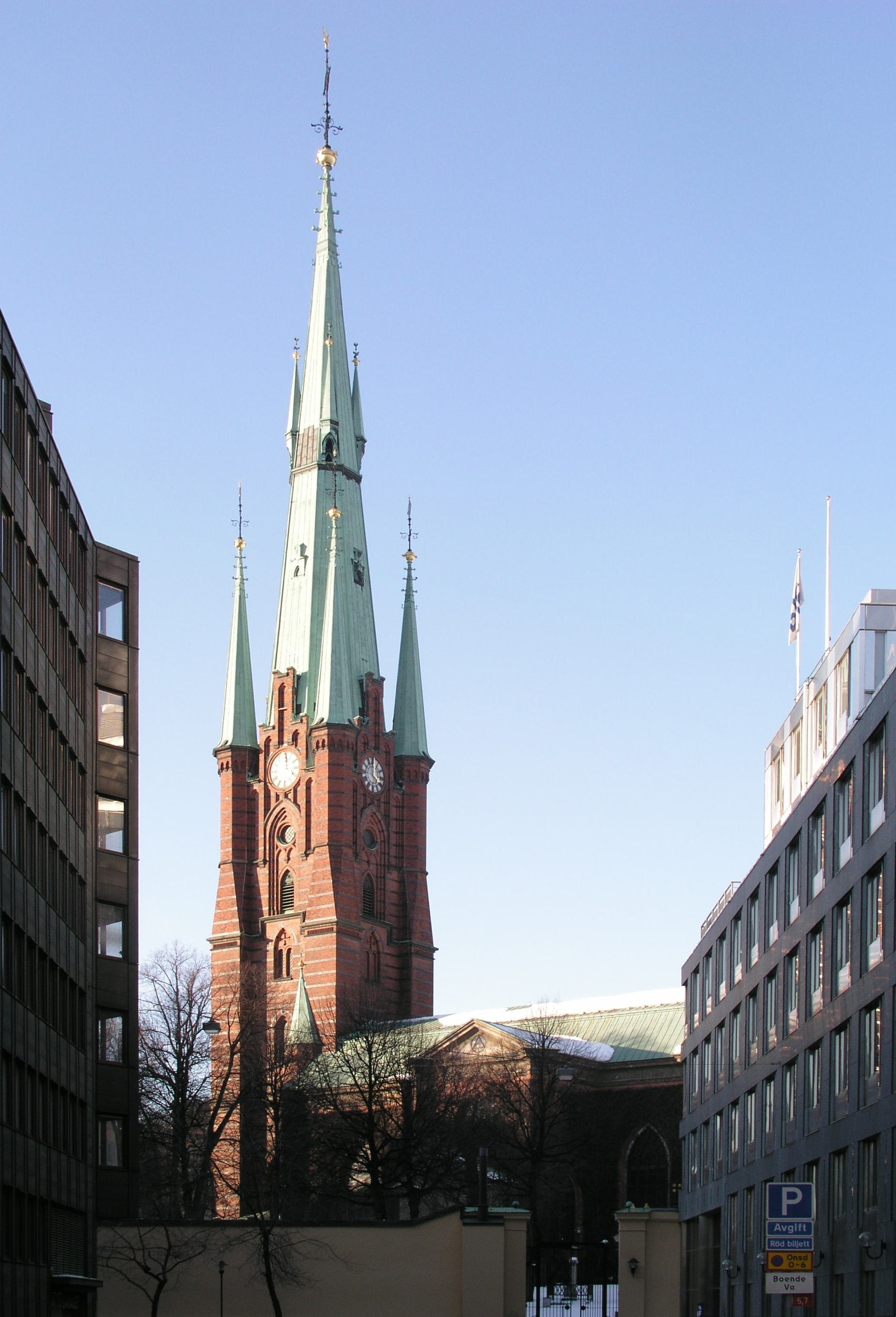
Klara kyrka i Stockholm
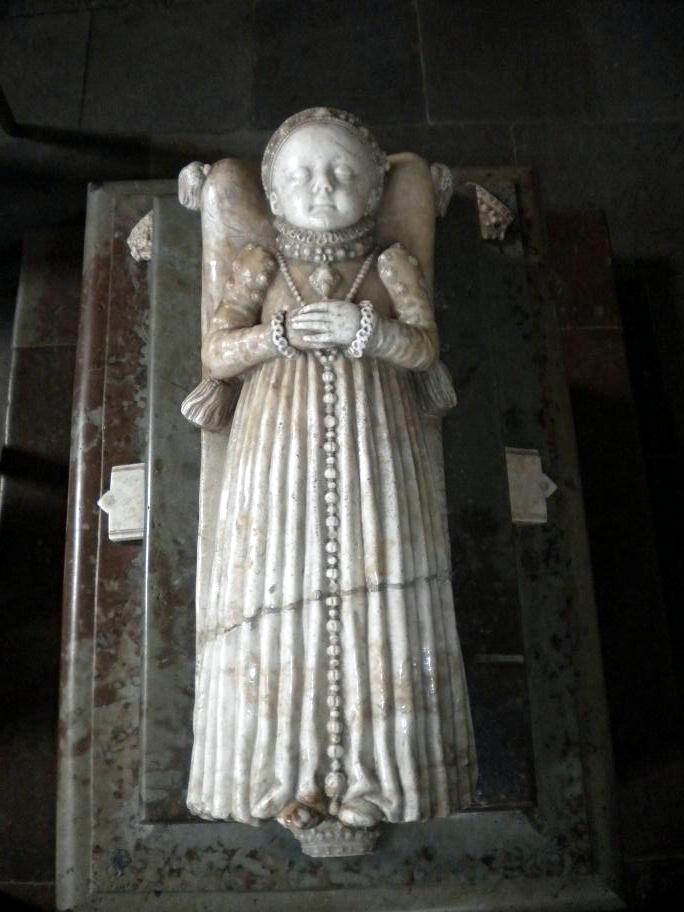
Gravtumba över Isabella i Strängnäs domkyrka